# Андрій і злий чарівник
«Андрій і злий чарівник» (рос. «Андрей и злой чародей») — білоруський радянський фільм-казка 1981 року режисера Геннадія Харлана. Виробництво кіностудії «Білорусьфільм».

## Сюжет
Давним-давно з'явився в одному поселенні злий чаклун Цмок. Народ відгородився із ним великим муром. І вперше на дозорній вежі чергує Андрій. В цей самий час Цмок наказує Лісовику і Водяному розтягнути тенета в лісі та зловити красуню Дороговказну Зірку, яка є дочкою Ярила-Сонця. Щоб в селі ніхто нічого не дізнався, він відправляє Домовика, щоб той всіх приспав. І тільки Андрій не засинає і бачить Дороговказну Зірку. Після цього він тут же поспішає їй на допомогу.

## У ролях
- Андрій Смоляков —  Андрій
- Ірина Кисельова —  Дороговказна Зірка
- Георгій Мілляр —  Цмок
- Михайло Кононов —  Лісовик
- Юрій Чернов —  Водяний
- Едуард Бочаров —  Домовик
- Марія Капніст —  епізод
- Петро Юрченков-старший —  епізод
- Ростислав Шмирьов —  епізод

## Знімальна група
- Режисер-постановник — Геннадій Харлан
- Автор сценарію — Ернст Коляденко
- Оператор-постановник — Євген Пчолкин
- Художник-постановник — Ігор Топілін
- Звукорежисер — Сергій Чупров
- Композитор — Валерій Іванов